# Liu Jing (athlétisme, 1971)
Pour les articles homonymes, voir Liu Jing.
Dans ce nom chinois, le nom de famille, Liu, précède le nom personnel.
Liu Jing, née le 3 février 1971, est une athlète chinoise, spécialiste des courses de demi-fond.

## Carrière
Liu Jing est médaillée d'or du 1 500 mètres et médaillée d'argent du 800 mètres aux Championnats d'Asie d'athlétisme 1998 à Fukuoka.